# Jules Correvon
Jules Correvon (* 17. März 1802 in Yverdon; † 16. März 1865 ebenda) war ein Schweizer Jurist und Politiker.

## Biografie
Der Sohn des Rechtsanwalts und Politikers Pierre-François Correvon studierte unter anderem in Lausanne und Göttingen Rechtswissenschaften. Ab 1816 gehörte er in Lausanne der Studentenverbindung Société d’Étudiants de Belles-Lettres an. 1825 wurde er in Göttingen Mitglied des Corps Helvetia. Das Studium schloss er mit der Promotion zum Doktor der Rechte ab.
Von 1831 bis 1846 war er Richter am Bezirksgericht Yverdon. Von 1832 bis 1833 war er dritter Gesandter des Kantons Waadt zur Tagsatzung. Von 1841 bis 1849 gehörte er dem Grossen Rat des Kantons Waadt an. Während der Revolution von 1845 und der anschliessenden Reform der Waadtländer Verfassung gehörte er zu den Konservativen.